# Liste der Werke as-Suyūtīs
Die Liste der Werke as-Suyūtīs gibt eine Übersicht über das Gesamtwerk des ägyptischen Gelehrten Dschalāl ad-Dīn as-Suyūtī (1445–1505). Sie ist standardmäßig alphabetisch nach den Titeln der Schriften geordnet, gibt Auskunft über ihre thematische Zuordnung, ihr Abfassungsdatum, ihre Textgattung und ihren Inhalt und führt, soweit vorhanden, digital zugängliche Textzeugen mit betreffendem Seitenumfang sowie Übersetzungen auf. Je nach Wunsch lassen sich die Werke in der Tabelle auch nach Werkverzeichnis-Nummer, Themenfeld, Abfassungsdatum, Textgattung und Seitenumfang sortieren.
Grundlage der Nummerierung der Werke ist das Werkverzeichnis in Carl Brockelmanns Geschichte der arabischen Litteratur (GAL). Ergänzend wurde die Werkliste von Ahmad al-Chāzindār und Muhammad Ibrāhim asch-Schaibānī mit dem Titel Dalīl maḫṭūṭāt as-Suyūṭī wa-amākin wuǧūdihā, die zum ersten Mal 1983 in Kuweit erschien und weitere Titel enthält. Einige Werke as-Suyūtīs sind in diese Liste nicht eingeschlossen, weil ihre Titel nach Auffassung der Autoren „gegen die guten Sitten oder die islamische Moral verstoßen“.

## Aufbau der Werktitel
Fast alle Titel der Werke as-Suyūtīs sind in Sadschʿ abgefasst und weisen die typische doppelteilige Struktur vormoderner arabischer Buchtitel auf: Sie bestehen aus einer Leitphrase, „die keine Information über den Inhalt des Werkes kommuniziert und nur dazu dienen soll, beim Leser eine positive Einstellung zu dem betreffenden Buche herbeizuführen“, und einer eingeleiteten Themaphrase, die mit der Leitphrase reimt und eine Art Untertitel bildet. Der zweiteilige Aufbau wird hier anhand von zwei Beispielen erläutert:
| Nr.  | Leitphrase       | Themenphrase                     | Übersetzung                                                                                 |
| 157. | al-ʿArf al-wardī | fī aḫbār al-mahdī                | „Der Rosenduft – betreffend die Nachrichten über den Mahdī“                                 |
| 55.  | Darr as-saḥāba   | fī man daḫala Miṣr min aṣ-ṣaḥāba | „Das Herabregnen der Wolke – betreffend die Prophetengefährten, die Ägypten betreten haben“ |

## Werkverzeichnis
| Nr.   | Werktitel                                                                         | Themenfeld         | Abfassungs- datum          | Textgattung mit Angaben zum Inhalt | Digital zugängliche Textzeugen                  | Umfang   |
| ----- | --------------------------------------------------------------------------------- | ------------------ | -------------------------- | --- | ----------------------------------------------- | -------- |
| 1     | al-Itqān fī ʿulūm al-Qurʾān                                                       | Koran              | 13. 8. 878                 | Enzyklopädie der Koranwissenschaften, die in 80 Kapiteln die verschiedenen Einzeldisziplinen, die sich mit dem Koran befassen, vorstellt | Medina 2005                                     | 3091 S.  |
| 2     | ad-Durr al-Manṯūr fī t-tafsīr al-maʾṯūr                                           | Koran              | 1. 10. 898                 | Korankommentar in zwölf Bänden, der zur Exegese hauptsächlich Traditionen heranzieht, wobei diese nicht mit Isnāden erwähnt werden, sondern nur mit den Sammlungen, aus denen sie stammen. | Beirut 1983                                     | 5730 S.  |
| 3     | Lubāb al-nuqūl fī asbāb al-nuzūl                                                  | Koran              |                            | Sammlung von Traditionen zu den asbāb al-nuzūl einzelner Koranverse. As-Suyūtī knüpft dabei stark an das Kitāb Asbāb nuzūl al-Qurʾān des schafiitischen Gelehrten al-Wāhidī an, der als Begründer des Genres gilt, ergänzt aber seinen Stoff aus Tradition und Exegese. Von al-Wāhidī abweichende Passagen markierte Suyūtī mit einem Kāf. Das Werk umfasst Offenbarungsanlässe zu 102 Suren. | Beirut 2002                                     | 308 S.   |
| 4     | Mufḥimāt al-aqrān fī mubhamāt al-Qurʾān                                           | Koran              |                            | Kurzkommentar zum Koran, der unklare Stellen durch Identifizierung der dort genannten Personen, Zeiten, Orte usw. erläutert. | Kairo 1992                                      | 110 S.   |
| 5/1   | al-Muhaḏḏab fī-mā waqaʿa fī l-qurʾān min muʿarrab                                 | Koran              |                            | Alphabetisch geordnetes Glossar nicht-arabischer Lehnwörter im Koran | Ms. al-Azhar                                    | 25 S.    |
| 5/2   | Tanāsuq ad-durar fī tanāsub as-suwar                                              | Koran              | 13. 8. 883                 | Abhandlung über die Beziehungen und die Anordnung der Suren untereinander, die sich im Wesentlichen auf die Überlegungen des Verfassers stützt und dabei die einzelnen Suren in ihrer Reihenfolge durchgeht. | Beirut 1986                                     | 100 S.   |
| 6     | Tafsīr al-Ǧalālain                                                                | Koran              | 10. 10. 870                | Fortführung des von Dschalāl ad-Dīn al-Mahallī begonnenen Korankommentars. | Gizeh 1862                                      | 788 S.   |
| 7     | at-Tahbīr fī ʿulūm at-tafsīr                                                      | Koran              | 7. 7. 872                  | Enzyklopädie der Wissenschaften der Koranexegese mit Beschreibung von insgesamt 102 Wissenschaften auf Grundlage des Werks Mawāqiʿ al-ʿulūm fī mawāqiʿ an-Nuǧūm von Sirādsch ad-Dīn al-Bulqīnī (gest. 1421). | Riad 1982                                       | 420 S.   |
| 8     | Fatḥ al-ǧalīl li-l-ʿabd aḏ-ḏalīl                                                  | Koran              |                            | Abhandlung zum Nachweis, dass allein in dem Koranwort von Sure 2:257 120 verschiedene rhetorische Figuren enthalten sind. | Beirut 2002                                     | 42 S.    |
| 9     | Nawāhid al-abkār wa-šawārid al-afkār                                              | Koran              | 880–900                    | Superkommentar zu dem Korankommentar Anwār at-tanzīl wa-asrār at-taʾwīl von al-Baidāwī in vier Bänden. | Mekka 2003                                      | 1896 S.  |
| 13    | al-Mutawakkilī                                                                    | Koran              |                            | Glossar nicht-arabischer Fremdwörter im Koran, Kurzversion eines längeren Werkes (möglicherweise Nr. 5/1). Wie der Autor in der Vorrede erklärt, verfasste er dieses Werk für den abbasidischen Kalifen al-Mutawakkil. Das Werk ist nach den verschiedenen Sprachen geordnet. | Beirut 1988                                     | 122 S.   |
| 15    | al-Ḥabl al-waṯīq fī nuṣrat aṣ-ṣiddīq                                              | Sahāba             |                            | Fatwa zur Frage, ob sich die koranische Aussage „Verschont wird der Gottesfürchtigste, der sein Gut dahingibt, auf dass er sich läutert“ (Sure 92:17f) auf Abū Bakr bezieht oder allgemeingültig ist, ausgehend von einem Streit zwischen zwei mamlukischen Emiren über die Frage, ob Abū Bakr der vorzüglichste unter den Prophetengefährten war. Der Autor entscheidet sich für ersteres. Das Werk wurde in die Fatwa-Sammlung 169c aufgenommen. | Digitalisat                                     | 7 S.     |
| 21a   | al-Iklīl fī istinbāṭ at-tanzīl                                                    | Koran              |                            | Auflistung der aus dem Koran ableitbaren Normen (aḥkām), geordnet nach den Suren und Versen des Korans. | Beirut 1985                                     | 294 S.   |
| 21c   | Qaṭf al-azhār fī kašf al-asrār                                                    | Koran              |                            | Korankommentar mit Fokus auf der Analyse der rhetorischen Figuren und grammatischen Strukturen des Textes. Das Werk ist unvollendet und reicht nur bis Sure 9, Vers 92. | Doha 1994                                       | 1040 S.  |
| 22    | Isʿāf al-mubaṭṭaʾ bi-riǧāl al-Muwaṭṭaʾ                                            | ʿIlm ar-ridschāl   |                            | Alphabetisch angeordnete Auflistung der im Muwatta' von Mālik ibn Anas vorkommenden Überlieferer mit Angaben zu ihrer Rolle in der Hadith-Überlieferung, ihrer Vertrauenswürdigkeit und ihrem Sterbedatum | Kairo 1969                                      | 35 S.    |
| 22a   | Tanwīr al-ḥawālik ʿalā Muwaṭṭaʾ Mālik                                             | Hadith             | 16. 7. 899                 | Kommentar zum Muwatta' von Mālik ibn Anas | Kairo o. J.                                     | 799 S.   |
| 23    | at-Taušīḥ ʿalā al-Ǧāmiʿ aṣ-ṣaḥīḥ                                                  | Hadith             |                            | Kommentar zur Hadithsammlung as-Sahīh von al-Buchārī (gest. 870). | Riad 1998                                       | 4471 S.  |
| 24    | Tadrīb ar-rāwī fī šarḥ taqrīb an-Nawāwī                                           | Hadith             |                            | Kommentar zum Buch at-Taqrīb wa-t-Taisīr li-maʿrifat sunan al-bašīr an-naḏīr von an-Nawawī (gest. 1300), einem Auszug aus dem Hadith-Handbuch Kitāb Aqṣā al-ʿamal wa-š-šauq fī ʿulūm al-ḥadīṯ des Ibn as-Salāh (gest. 1243). | Beirut 1996                                     | 1078 S.  |
| 26/1  | al-Laʾālī al-maṣnūʿa fī l-aḥādīṯ al-mauḍūʿa                                       | Hadith             | 905                        | Auszug aus dem Kitāb al-Mauḍūʿāt von Ibn al-Dschauzī, in dem erfundene Hadithe zusammengetragen sind. Es handelt sich um die Überarbeitung einer früheren Version des Werks, die as-Suyūtī schon in den Jahren 870 bis 875 geschrieben hatte. | Beirut 1985                                     | 963 S.   |
| 26/2  | az-Ziyādāt ʿalā l-Mauḍūʿāt                                                        | Hadith             |                            | Anhang zu al-Laʾālī al-maṣnūʿa fī l-aḥādīṯ al-mauḍūʿa, in dem as-Suyūtī weitere erfundene Hadithe zusammenträgt. | Riad 2010                                       | 772 S.   |
| 26a   | an-Nukat al-badīʿāt ʿalā al-Mauḍūʿāt                                              | Hadith             |                            | Auflistung von 338 Hadithen, die Ibn al-Dschauzī in seinem Buch al-Mauḍūʿāt min al-aḥādīṯ al-marfūʿāt als erfunden eingestuft hatte, bei denen as-Suyūtī aber zu zeigen versucht, dass sie schwach (ḍaʿīf), gut (ḥasan) oder sogar gesund (ṣaḥīḥ) einzustufen sind. | al-Mansura 2004                                 | 368 S.   |
| 29    | Unmūḏaǧ al-labīb fī ḫaṣāʾiṣ al-ḥabīb                                              | Mohammed           |                            | Kurzversion von as-Suyūtīs längerem Werk über die besonderen Eigenschaften und Wunder des Propheten Mohammed, in der sich der Autor auf die besonderen Eigenschaften (ḫaṣāʾiṣ) Mohammeds beschränkt hat. Das Werk umfasst zwei Kapitel, von denen das erste die Besonderheiten Mohammeds gegenüber allen anderen Propheten vor ihm und das zweite seine Besonderheiten gegenüber seiner Umma behandelt. | Casablanca 1996                                 | 108 S.   |
| 30    | Šarḥ aṣ-ṣudūr bi-šarḥ ḥāl al-mawtā wa-l-qubūr                                     | Eschatologie       |                            | Sammlung von Traditionen über den Zustand der Toten in ihren Gräbern | Jedda 1985                                      | 324 S.   |
| 30a   | Bušrā al-kaʾīb bi-liqāʾ al-ḥabīb                                                  | Eschatologie       |                            | Kurzversion von Nr. 30. | Kairo 1986                                      | 56 S.    |
| 31    | al-Budūr as-sāfira fī umūr al-aḫira                                               | Eschatologie       | 884                        | Sammlung von Hadithen über das Jenseits | Beirut 1996                                     | 552 S.   |
| 35    | Buzūġ al-hilāl fī l-ḫiṣāl al-mūğiba li-ẓ-ẓilāl                                    | Eschatologie       |                            | Kurzversion von as-Suyūtīs längerem Werk Tamhīd al-farš fī-l-ḫīṣāl al-mūǧiba li-ẓill al-ʿarš (siehe D 121) | Ms Berlin                                       | 12 S.    |
| 40/1  | Tuḥfat al-abrār bi-nukat al-aḏkār                                                 | Gebet              |                            | Sammlung von Glossen des Ibn Hadschar al-ʿAsqalānī zu an-Nawawīs Ḥilyat al-abrār wa-šiʿār al-aḫyār fī talḫīṣ ad-daʿwāt wa-l-aḏkār mit eigenen Ergänzungen aus anderen Werken. | Medina 1987                                     | 80 S.    |
| 40/2  | Aḏkār al-aḏkār                                                                    | Gebet              |                            | Sammlung von theophoren Formeln und Bittgebeten, die in verschiedenen Lebenssituationen gesprochen werden sollen. Es handelt sich um einen Auszug aus an-Nawawī Ḥilyat al-abrār wa-šiʿār al-aḫyār fī talḫīṣ ad-daʿwāt wa-l-aḏkār mit eigenen Ergänzungen aus anderen Werken. | al-Mansūra 1995                                 | 69 S.    |
| 41    | al-Manhaǧ as-sawī wa-l-manhal ar-rawī fī ṭ-ṭibb an-nabawī                         | Prophetologie      |                            | Abhandlung zur Prophetischen Medizin | Beirut 2002                                     | 502 S.   |
| 42    | Kašf aṣ-ṣalṣala ʿan waṣf az-zalzala                                               | Sonstiges          |                            | Aufzählung und Beschreibung von Erdbeben, die in der islamischen Geschichte stattfanden mit Erörterung der religiösen Gründe für Erbeben. |                                                 |          |
| 43    | at-Taʿẓīm wa-l-minna fī anna abawai n-nabī fī-l-ǧanna                             | Propheteneltern    | 887                        | Abhandlung darüber, dass die Propheteneltern im Paradies sind. | Kairo 2000                                      | 63 S.    |
| 44    | Masālik al-ḥunafā fī islām abawai al-Muṣṭafā                                      | Prophetologie      |                            | Abhandlung über die Propheteneltern | Kairo 1993                                      | 167 S.   |
| 45    | al-Maqāma as-sundusīya fī ḫabar wālidai al-Muṣṭafā                                | Prophetologie      |                            | Abhandlung über die Propheteneltern | Hyderabad 1927                                  | 21 S.    |
| 47    | Našr al-ʿalamain al-munīfain fī iḥyāʾ al-abawain aš-šarīfain                      | Prophetologie      |                            | Abhandlung zum Propheteneltern-Problem | Hyderabad 1927                                  | 17 S.    |
| 50    | Abwāb as-saʿāda fī asbāb aš-šahāda                                                | Ethik              |                            | Sammlung von 57 Hadithen über die verschiedenen Arten des Märtyrertums. | Kairo 1987                                      | 88 S.    |
| 51    | al-Ḥabāʾik fī aḫbār al-malāʾik                                                    | Engel              |                            | Sammlung von Hadithen und Traditionen über die Engel mit einem langen Schlusswort (ḫātima) über theologischen Fragen, die Engel betreffen. Das Werk wurde von Stephen Burge ins Englische übersetzt. | Beirut 1988                                     | 331 S.   |
| 52    | aṯ-Ṯuġūr al-bāsima fī mānaqib Fāṭima                                              | Hagiographie       |                            | Sammlung von Hadithen und Traditionen über die besonderen Eigenschaften der Fātima bint Muhammad | Bahrain 2010                                    | 56 S.    |
| 54    | al-Asās fī manāqib banī l-ʿAbbās                                                  | Abbasiden          | 895                        | Sammlung von 40 Hadithen über die hervorragenden Eigenschaften der Abbasiden, verfasst auf Befehl des ägyptischen Kalifen ʿAbd al-ʿAzīz ibn Yaʿqūb (gest. 1497). | Tikrit/Irak 2014                                | 10 S.    |
| 55    | Darr as-saḥāba fī man daḫala Miṣr min aṣ-ṣaḥāba                                   | Biographie         |                            | Biographiensammlung von über 353 Prophetengefährten, die Ägypten betreten bzw. besucht haben. | Kairo o. J.                                     | 155 S.   |
| 56/1  | Ǧamʿ al-ǧawāmiʿ od. al-Ǧāmiʿ al-kabīr                                             | Hadith             |                            | Sammlung von Hadithen, die alle bekannten Aussprüche des Propheten Mohammeds umfassen sollte. Das Werk blieb unvollendet, allerdings konnte as-Suyūtī insgesamt ca. 100.000 Aussprüche zusammentragen. | Kairo 2005                                      | 20855 S. |
| 56/2  | al-Ǧāmiʿ aṣ-ṣaġīr min ḥadīṯ al-bašīr an-naḏīr                                     | Hadith             | 28. 3. 907                 | Auszug aus dem Werk Ǧamʿ al-ǧawāmiʿ (Nr. 56/1), der 10.031 Prophetenworte enthält. | Beirut 2004                                     | 586 S.   |
| 56/3  | Ziyādat al-al-Ǧāmiʿ                                                               | Hadith             |                            | Nachtrag as-Suyūtīs zu seinem Werk al-Ǧāmiʿ aṣ-ṣaġīr min ḥadīṯ al-bašīr an-naḏīr (Nr. 56/2) mit weiteren 4.500 Hadithen. | Ms. Alexandria                                  | 347 S.   |
| 58    | Qaṭf al-azhār al-mutanāṯira fī l-aḫbār al-mutawātira                              | Hadith             | 14. 5. 880                 | Sammlung von 113 Hadithen, die als mutawātir gelten, weil sie von zehn oder mehr Prophetengefährten überliefert werden. Kurzversion von as-Suyūtīs eigenem Buch al-Fawāʾid al-mutakāṯira fī l-aḫbār al-mutawātira. | Beirut 1985                                     | 286 S.   |
| 59    | ad-Durar al-muntaṯīra fī-l-aḥādīṯ al-muštahira                                    | Hadith             | 5. 7. 880                  | Alphabetisch angeordnete Sammlung populärer Hadithe auf der Grundlage eines Werkes von Badr ad-dīn az-Zarkaschī (gest. 1392) mit Beurteilung ihres Authentizitätsgrades. | Riad ohne Datum                                 | 185 S.   |
| 65    | Arbaʿūn ḥadīṯan min riwāyat Mālik ʿan Nāfiʿ ʿan Ibn ʿUmar                         | Hadith             |                            | Sammlung von 40 Hadithen, deren Überliefererkette von Mālik ibn Anas über Nāfiʿ, den Maulā von ʿAbdallāh ibn ʿUmar, auf ʿAbdallāh ibn ʿUmar selbst zurückführt. In der Hadith-Wissenschaft galt diese Überlieferungskette als besonders zuverlässig und wurde „goldene Kette“ (silsilat aḏ-ḏahab) genannt. | Tanta 1991                                      | 81 S.    |
| 66    | al-Haiʾa as-sanīya fī al-haiʾa as-sunnīya                                         | Kosmologie         |                            | Beschreibung des Kosmos nach Aussagen im Koran und Hadith. Das Werk wurde von Anton M. Heinen ins Deutsche übersetzt. | Wiesbaden 1982                                  |          |
| 67    | Taḫrīǧ aḥādīṯ šarḥ al-ʿAqāʾid an-Nasafīya                                         | Dogmatik           |                            | Tachrīdsch zu den Hadithen, die at-Taftāzānī in seinem Kommentar zur Bekenntnisschrift al-ʿAqāʾid von Nadschm ad-Dīn Abū Hafs an-Nasafī (gest. 1142) verwendet. | Kuweit 1985                                     | 30 S.    |
| 70    | at-Taʿrīf bi-ādāb at-taʾlīf                                                       | Bücher             |                            | Sammlung von Aussagen über die Verdienstlichkeit der Abfassung von Büchern. | Kairo 1989                                      | 11 S.    |
| 74    | an-Naḍra fī aḥādīṯ al-māʾ wa-r-riyāḍ wa-l-ḫuḍra                                   | Natur              |                            | Sammlung von Traditionen, in denen von der erquickenden Wirkung des Anblicks von fließendem Wasser, Gärten und Grün die Rede ist. | Beirut 2003                                     | 12 S.    |
| 76    | Itḥāf al-firqa bi-rafw al-ḫirqa                                                   | Sufik              |                            | Abhandlung zum Nachweis, dass al-Hasan al-Basrī von ʿAlī ibn Abī Tālib überliefert hat, als Antwort auf Traditionsgelehrte, die dies in Abrede gestellt und damit den Überlieferungsweg der sufischen Chirqa herabgesetzt hatten. | Beirut 2000                                     | 2 S.     |
| 77    | al-Munǧalī fī taṭauwur al-walī                                                    | Sufik              |                            | Abhandlung über die Frage, ob ein Gottesfreund an zwei Stellen zugleich sein kann |                                                 |          |
| 80    | al-Izdihār fīmā ʿaqadahū aš-šuʿarāʾ min al-aḥādīṯ wa-l-āṯār                       | Hadith             |                            | Sammlung von Dichterstellen, in denen Hadithe und Überlieferungen von Muslimen der ersten und zweiten Generation vorkommen | Beirut 1991                                     | 89 S.    |
| 81    | Dāʿī al-falāḥ fī aḏkār al-masāʾ wa-ṣ-ṣabāḥ                                        | Gebet              |                            | Sammlung von Überlieferungen über theophore Formeln, die, am Abend bzw. Morgen gesprochen, eine heilbringende Wirkung haben sollen. | Kairo 1991                                      | 56 S.    |
| 82    | Mā rawāh al-asāṭīn fī ʿadam al-maǧīʾ ilā as-salāṭīn                               | Lebensunterhalt    |                            | Sammlung von Hadithen und Gelehrtenaussprüchen darüber, dass man keine Herrscher aufsuchen soll. Nadschm ad-Dīn al-Ghazzī hat dieses Werk später versifiziert und um weitere Traditionen ergänzt. | Tanta 1991                                      | 70 S.    |
| 83    | Faḍḍ al-wiʿāʾ fī aḥādīṯ rafʿ al-yadain fī d-duʿāʾ                                 | Gebet              |                            | Sammlung von 59 Hadithen über das Erheben der Hände beim Duʿā' | az-Zarqā' 1985                                  | 63 S.    |
| 84    | Bulūġ al-maʾārib fī qaṣṣ aš-šawārib                                               | Körperpflege       |                            | Sammlung von Traditionen über das Stutzen des Schnurrbarts | Kairo 2014                                      | 37 S.    |
| 85    | al-Aǧr al-ǧazl fī l-ġazl                                                          | Lebensunterhalt    |                            | Sammlung von Traditionen über den Vorzug, den das Spinnen für die Frauen hat. | Ms. Riad                                        | 2 S.     |
| 86    | Ḥuṣūl ar-rifq bi-uṣūl ar-rizq                                                     | Lebensunterhalt    |                            | Sammlung von Hadithen über theophore Formeln, Bittgebete und fromme Handlungen, mit denen man sich den Lebensunterhalt sichern kann. | Tanta 1990                                      | 33 S.    |
| 87    | Iḥyāʾ al-mait bi-faḍāʾil ahl al-bait                                              | Fadā'il            |                            | Sammlung von 60 Hadithen über den Vorrang der Ahl al-bait | Medina 1999                                     | 27 S.    |
| 98    | at-Taṭrīf fī t-taṣḥīf                                                             | Hadith             |                            | Alphabetisch angeordnete Sammlung von Hadithen, in denen Wörter entstellt wurden. | Riad 1988                                       | 64 S.    |
| 101/1 | Tuḥfat al-muhtadīn bi-aḫbār al-muǧaddidīn                                         | Mudschaddid        |                            | Gedicht in 27 Radschaz-Versen mit den Namen der Mudschaddidūn. | Mekka 1989                                      | 1 S.     |
| 101/2 | at-Tanbiʾa bi-man yabʿaṯuh Llāh ʿalā raʾs kull miʾa                               | Mudschaddid        |                            | Sammlung von Traditionen über den Erneuerer, den Gott zu Beginn eines jeden islamischen Jahrhunderts entsendet. | Mekka 1989                                      | 70 S.    |
| 102   | Itmām an-niʿma fī iḫtiṣāṣ al-islām bi-hāḏihi l-umma                               | Dogmatik           | Schauwāl 888               | Abhandlung zum Nachweis, dass nicht jede wahre Religion, sondern nur die von Mohammed begründete Religionsgemeinschaft als Islam bezeichnet kann. Enthalten in der Sammlung 169c. | Beirut 2000                                     | 13 S.    |
| 103   | al-Ḥaẓẓ al-wāfir min al-maġnam fī istidrāk al-kāfir iḏā aslam                     | Gottesdienst       |                            | Fatwa zu der Frage, ob der Kāfir, wenn er zum Islam übergetreten ist, die versäumten gottesdienstlichen Handlungen wie Salāt, Saum und Zakāt nachholen kann oder nicht. Enthalten in der Sammlung Nr. 169c. | Beirut 2000                                     | 2 S.     |
| 106   | Riyāḍ aṭ-ṭālibīn                                                                  | Gebet              | 10. 1. 866                 | Kommentar zur Abwehrformel aʿūḏu bi-Llāh min aš-šaiṭān ar-raǧīm und zur Basmala | Dubai 2016                                      | 65 S.    |
| 110   | ad-Durra at-tāǧīya fī-l-asʾila an-Nāǧīya                                          | Hadith             |                            | Fatwa zu einer Sammlung von vierzig Hadithen, die ihm der syrische Gelehrte Burhān ad-Dīn an-Nādschī (gest. 1495) zur Beurteilung zugeschickt hatte. As-Suyūtī bestätigt, dass viele der Hadithe keine Grundlage haben, erklärt aber auch, dass einige von ihnen von ihrem Inhalt her akzeptabel sind. | Beirut 2000                                     | 6 S.     |
| 114   | Ifādat al-ḫabar bi-naṣṣi-hī fī ziyādat al-ʿumr wa-naqṣi-hī                        | Vorher- bestimmung |                            | Fatwa zu der Frage, ob das Alter und der Zeitraum vom Tod bis zur Auferstehung bei jedem Menschen vorherbestimmt sind, und der Auslegung der diesbezüglichen koranischen Aussagen in Sure 6:2, 13:39 und 35:11. | Ms. Berlin, Lbg. 329                            | 7 S.     |
| 119   | Inbāh al-aḏkiyāʾ li-ḥayāt al-anbiyāʾ                                              | Prophetologie      |                            | Abhandlung zum Nachweis, dass der Prophet Mohammed und die anderen Propheten in ihren Gräbern lebendig sind. | Beirut 2000                                     | 7 S.     |
| 121   | al-Iʿlām bi-ḥukm ʿĪsā ʿalaihī salām                                               | Eschatologie       | 6. 5. 888                  | Fatwa zu verschiedenen Fragen, die mit Jesu' Wiederkunft am Ende der Zeiten zusammenhängen: Wird Jesus zu dieser Zeit nach der Scharia Mohammeds oder nach seiner eigenen Scharia über die Muslime herrschen? Wenn er nach der Scharia Mohammeds herrscht, stützt er sich auf eine der vier Rechtsschulen oder auf eigenen Idschtihād? Wenn er nach einer der vier Rechtsschulen herrscht, welche ist es? Und wenn er sich auf eigenen Idschtihād stützt, wie kommt er zu seinen Urteilen, durch die islamische Überlieferung oder durch Eingebung (waḥy)? | Beirut 2000                                     | 12 S.    |
| 123   | Tazyīn al-arāʾik fī irsāl an-nabī ilā l-malāʾik                                   | Mohammed           |                            | Abhandlung darüber, dass der Prophet Mohammed auch zu den Engeln gesandt wurde. |                                                 |          |
| 124   | al-Bāhir fī ḥukm an-nabī bi-l-bāṭin wa-ẓ-ẓāhir                                    | Mohammed           |                            | Widerlegung eines namenlosen Gelehrten, der as-Suyūtīs Aussage in Nr. 29., dass es zu den speziellen Eigenschaften Mohammeds gehört, sowohl nach dem äußeren Sinn der Offenbarung und der Scharia zu urteilen, wie die Propheten, als auch nach dem inneren Sinn und der Haqīqa, wie al-Chidr, zurückgewiesen hatte. As-Suyūtī führt in seinem Text verschiedene Gelehrtenaussagen und Hadithe an, die die Richtigkeit seiner Aussage beweisen sollen. | Kairo 1987                                      | 55 S.    |
| 125   | Šuʿlat nār                                                                        | Sufik              |                            | Widerlegung eines namenlosen Gelehrten, der as-Suyūtīs Aussage in Nr. 29., dass sich in Mohammed Scharia und Haqīqa verbinden, zurückgewiesen hatte. Hierbei holt as-Suyūtī zu einer längeren Erörterung über die Sufik aus, in der er die Sufis in zwei Gruppen unterteilt: 1. die aufrichtigen Sufis der Sunna, die sich an al-Dschunaid orientieren, und 2. die irregeleiteten philosophischen Sufis, die sich an der griechischen Philosophie und Avicenna orientieren. | Ms. Maschhad                                    | 6 S.     |
| 129   | al-Iḥtifāl bi-l-aṭfāl                                                             | Eschatologie       |                            | Fatwa zur Frage, ob auch Kinder im Grab von Munkar und Nakīr befragt werden. | Beirut 2000                                     | 3 S.     |
| 130   | at-Taṯbīt fī tabyīt                                                               | Eschatologie       |                            | Gedicht in 165 Radschaz-Versen über die Befragung der Toten im Grab. | Riad 2015                                       | 39 S.    |
| 133   | Tuḥfat al-ǧulasāʾ bi-ruʾyat Allāh li-n-nisāʾ                                      | Eschatologie       |                            | Abhandlung darüber, ob im Paradiesgarten nur Propheten, Aufrichtige und gläubige Muslime Gott sehen können, oder auch Frauen, Engel, Dschinn und gläubige Männer früherer Religionsgemeinschaften. Siehe D 280. | Beirut 2000                                     | 3 S.     |
| 135   | al-Kašf ʿan muǧāwazat hāḏihi al-umma al-alf                                       | Eschatologie       |                            | Abhandlung zum Nachweis, dass die islamische Umma mehr als 1000 Jahre bestehen wird |                                                 |          |
| 138   | al-Auǧ fī ḫabar ʿAuǧ                                                              | Legenden           |                            | Fatwa zu allerlei Fragen, die den legendären Riesen ʿAudsch ibn ʿAnaq betreffen, der in den Korankommentaren erwähnt wird: Ob er wirklich existiert hat, und wenn ja, ob er bis in die Zeit von Mose gelebt und von diesem getötet wurde oder schon in der Sintflut umgekommen ist, ob es stimmt, dass er 3333 Ellen lang war usw. As-Suyūtī äußert in seiner Antwort die Vermutung, dass ʿAudsch zu den Überresten des Volkes ʿĀd gehörte, nur 100 Ellen lang war und von Mose getötet wurde. | Beirut 2000                                     | 3 S.     |
| 147   | Al-Aḥādīṯ al-munīfa fī faḍl as-salṭana aš-šarīfa                                  | Politik            |                            | Sammlung von Hadithen über die Verdienstlichkeit gerechter Herrschaft | Kairo 1992                                      | 53 S.    |
| 149   | Ākām al-ʿiqyān fī aḥkām al-ḫiṣyān                                                 | Fiqh               |                            | Sammlung von Bestimmungen zur rechtlichen Stellung des Eunuchen. | Ms. Paris                                       | 3 S.     |
| 154   | Bard aẓ-ẓilāl fī takrīr al-suʾāl                                                  | Eschatologie       |                            | Abhandlung darüber, dass die Toten nach dem Begräbnis sieben Tage lang im Grab von Munkar und Nakīr befragt werden und es deswegen erwünscht ist, dass die Angehörigen an diesen Tagen ein Totenmahl für sie ausrichten. | Ms. Yale University                             | 5 S.     |
| 155   | Tanzīh al-iʿtiqād ʿan il-ḥulūl wa-l-ittiḥād                                       | Dogmatik           |                            | Zurückweisung der von einigen Sufis vertretenen Lehre der Inkarnation (ḥulūl) und der Vereinigung (ittiḥād) mit Gott. | Beirut 2000                                     | 7 S.     |
| 157   | al-ʿArf al-wardī fī aḫbār al-mahdī                                                | Eschatologie       |                            | Sammlung von Traditionen über den Mahdi | Tehran 2008                                     | 140 S.   |
| 163   | Aḥādīṯ aš-šitāʾ                                                                   | Jahreszeiten       |                            | Sammlung von Hadithen mit Bezug zum Winter | Dubai ohne Datum                                | 16 S.    |
| 165   | Ḥusn at-taʿahhud fī aḥādīṯ at-tasmiya fī t-tašahhud                               | Gebet              |                            | Sammlung von Hadithen über das Aussprechen der Formel bi-smi Llāh („Im Namen Gottes“) am Anfang des Taschahhud während des rituellen Gebets. | Ms. Istanbul                                    | 2 S.     |
| 169c  | al-Ḥāwī li-l-fatāwī                                                               | Fatwas             |                            | Sammlung von Fatwas zu Fragen des Fiqh, der Koranexegese, des Hadith, zu Syntax und Morphologie der arabischen Sprache und anderen Disziplinen. Sie enthält die folgenden Werke, die hier auch einzeln aufgeführt sind: 15, 76, 102, 103, 110, 119, 121, 129, 133, 138, 155, 169r2, 181, 182, 186, 189, 191, 193, 194, 197, 203, 213, 222, 228, 230, 245e, 263c, 263e, D39, D289. | Beirut 2000                                     | 706 S.   |
| 169d  | ad-Dībāǧ ʿalā Ṣaḥīḥ Muslim ibn al-Ḥaǧǧāǧ                                          | Hadith             |                            | Kommentar zur Hadithsammlung aṣ-Ṣaḥīh von Muslim ibn al-Haddschādsch | al-Khobar 1996                                  | 3005 S.  |
| 169e  | Taḥḏīr al-ḫawāṣṣ min akāḏīb al-quṣṣāṣ                                             | Hadith             |                            | Sammlung von Hadithen und Traditionen, die vor den Lügen der Geschichtenerzähler (quṣṣāṣ) warnen. As-Suyūtī antwortete mit der Schrift auf einen Prediger, der in seiner Versammlung einen Hadith zitiert hatte, nach dem Gott vor dem Engel Gabriel tausend andere Gabriels erschaffen haben soll. As-Suyūtī hatte diesen Hadith in einer Fatwa für erfunden erklärt und war deshalb von dem Prediger und seinen Anhängern bedrängt und mit dem Tode bedroht worden (siehe D 474). | Beirut/Damaskus 1984                            | 210 S.   |
| 169h  | Naẓm ad-durar fī ʿilm al-aṯar                                                     | Hadith             | 10. 4. 881                 | Lehrgedicht über die Terminologie der Hadith-Wissenschaft. Das Gedicht ist auch als Alfīyat as-Suyūṭī fī ʿilm al-ḥadīṯ bekannt. | Ms. al-Azhar                                    | 74 S.    |
| 169q  | Arbaʿūn ḥadīṯan fī faḍl al-ǧihād                                                  | Dschihad           | Nachmittag 9. 3. 882       | Sammlung von 40 Hadithen über die Verdienstlichkeit des Dschihād, gewidmet dem osmanischen Sultan Mehmed II. (reg. 1451–1481). | Kairo 1990                                      | 48 S.    |
| 169d2 | al-Aḥādīṯ al-ḥisān fī faḍl aṭ-ṭailasān                                            | Kleidung/Schmuck   |                            | Abhandlung zur Rechtfertigung des Tragens des Tailasān-Schals aus der Traditionsliteratur. | Jerusalem 1983                                  | 89 S.    |
| 169h2 | al-Iġḍāʾ ʿan duʿāʾ al-aʿḍāʾ                                                       | Gebet              |                            | Abhandlung über eine Anzahl von Hadithen, nach denen bei der Reinigung der verschiedenen Körperteile im Rahmen des Wudū' bestimmte Gebetsformeln gesprochen werden sollen. As-Suyūtī zeigt, dass diese Hadithe erfunden sind. | Dubai ohne Datum                                | 10 S.    |
| 169r2 | Aʿḏab al-manāhil min ḥadīṯ man qāla anā ʿālim fa-huwa ǧāhil                       | Hadith             |                            | Fatwa zum von at-Tabarānī überlieferten und auf Yahyā ibn Abī Kathīr zurückgeführten Hadith: „Wer sagt, dass er ein Gelehrter ist, ist unwissend. Und wer sagt, dass er unwissend ist, ist ebenfalls unwissend. Und wer sagt, dass er in den Paradiesgarten kommt, kommt ins Höllenfeuer. Und wer sagt, dass er ins Höllenfeuer kommt, kommt ebenfalls ins Höllenfeuer.“ As-Suyūtī erklärt, dass dieser Hadith schwach ist. | Beirut 2000                                     | 3 S.     |
| 169g3 | at-Taʿaqqubāt ʿalā al-Mauḍūʿāt                                                    | Hadith             |                            | = 26a. an-Nukat al-badīʿāt ʿalā al-Mauḍūʿāt |                                                 |          |
| 169i3 | Marāṣid al-maṭāliʿ fī tanāsub al-maqāṭiʿ wal-maṭāliʿ                              | Koran              |                            | Abhandlung darüber, dass die Anfänge und Schlüsse der einzelnen Suren dasselbe Thema behandeln. | Riad 2005                                       | 40 S.    |
| 169q3 | ar-Radd ʿalā man aḫlada ilā al-arḍ wa-ǧahila anna al-iǧtihād li-kulli ʿaṣrin farḍ | Usūl al-fiqh       | 887                        | Widerlegung eines anderen Gelehrten und Bekräftigung des Grundsatzes, dass der Idschtihād in jedem Zeitalter eine kollektive Pflicht ist. | Dubai 2021                                      | 216 S.   |
| 169w3 | at-Taḥaddūṯ bi-niʿmat Allāh                                                       | Selbstzeugnis      | 896                        | Autobiographie mit Auflistung seiner Werke und Lehrer. | Cambridge 1975                                  | 234 S.   |
| 169l4 | Ǧiyād al-musalsalāt                                                               | Hadith             |                            | Sammlung von 23 besonders guten Musalsal-Hadithen, also solchen Hadithen, bei denen über die gesamte Überlieferungskette hinweg der Akt der Überlieferung ein bestimmtes gleichartiges Element aufweist. Auszug aus as-Suyūtīs längerem Werk al-Musalsalāt al-kubrā. | Dschidda/Beirut 2002                            | 200 S.   |
| 175   | Baḏl al-maǧhūd fī ḫizānat Maḥmūd                                                  | Stiftungsrecht     | 867                        | Abhandlung über den Bücherschrank, den der mamlukische Emir Dschamāl ad-Dīn Mahmūd (gest. 1396/97) als Waqf vermacht hatte, mit der Auflage, dass die Bücher in der von ihm gestifteten Madrasa verbleiben und nicht herausgenommen werden. As-Suyūtī versucht nachzuweisen, dass es trotz dieser Auflage erlaubt ist, die Bücher für eine bestimmte Zeit zu entleihen und nach Hause mitzunehmen, wenn sie nämlich zur Abfassung wissenschaftlicher Werke benötigt werden. | Ms. al-Azhar                                    | 4 S.     |
| 177   | Kašf aḍ-ḍabāba fī masʾalat al-istināba                                            | Stiftungsrecht     |                            | Abhandlung über die Frage, ob sich ein Gelehrter in seinem Amt vertreten lassen darf. |                                                 |          |
| 178p  | Adab al-futyā                                                                     | Fiqh               |                            | Sammlung von Hadithen und Traditionen über die gute Sitte bei der Fatwa-Erteilung. | Kairo 2007                                      | 60 S.    |
| 180   | al-Isfār ʿan qalm al-aẓfār                                                        | Körperpflege       |                            | Sammlung von Traditionen über das Schneiden der Finger- und Fußnägel | Beirut 2014                                     | 27 S.    |
| 181   | Baḏl al-ʿasǧad li-suʾāl al-masğid                                                 | Zakāt              |                            | Fatwa darüber, dass das Betteln in der Moschee verhasst (makrūh tanzīh), aber nicht verboten ist. | Beirut 2000                                     | 2 S.     |
| 182   | al-Ǧawāb al-ḥazm ʿan ḥadīṯ at-takbīr ǧazm                                         | Theophore Formeln  |                            | Abhandlung über die Frage, ob der Hadith, wonach der Takbīr unter Weglassung der Endvokale zu sprechen ist, auf sicherem Boden steht oder nicht. As-Suyūtī verneint dies. | Beirut 2000                                     | 1 S.     |
| 183   | Mīzān al-maʿdala fī šaʾn al-basmala                                               | Theophore Formeln  |                            | Abhandlung über die Frage, ob die Basmala zum Koran gehört oder nicht. | Beirut 2010                                     | 10 S.    |
| 185   | al-Maṣābīḥ fī ṣalāt at-tarāwīḥ                                                    | Gebet              |                            | Abhandlung zu den Tarāwīh-Gebeten | Amman 1986                                      | 51 S.    |
| 186   | Basṭ al-kaff fī itmām aṣ-ṣaff                                                     | Gebet              | Safar 876                  | Fatwa darüber, dass beim Gemeinschaftsgebet die Reihen der Beter erst vollständig und lückenlos gemacht werden sollen, bevor man dahinter eine neue Reihe anfängt. | Beirut 2000                                     | 8 S.     |
| 187   | al-Minḥa fī as-subḥa                                                              | Gebet              |                            | Abhandlung zur Frage, ob der Gebrauch der Subha in der Sunna begründet ist | Beirut 2000                                     | 4 S.     |
| 189   | Ḥusn at-taslīk fī ḥukm at-tašbīk                                                  | Adab               |                            | Abhandlung über das Verschränken der Finger in der Moschee und bei verschiedenen religiösen Anlässen. | Beirut 2000                                     | 2 S.     |
| 191   | Wuṣūl al-amānī fī uṣūl at-tahānī                                                  | Adab               |                            | Abhandlung über die Bräuche der Gratulation zu verschiedenen Anlässen und die Frage, ob diese Bräuche eine Grundlage in der Sunna haben. In 169c enthalten. | Beirut 2000                                     | 4 S.     |
| 193   | Baḏl al-himma fī ṭalab barāʾat aḏ-ḏimma                                           | Adab               |                            | Fatwa zur Frage, ob es für einen Mann, der einen anderen Mann verleumdet oder verraten hat, ausreicht, wenn er die Tauba vollzieht, oder ob er sein Vergehen dem andern eingestehen und ihn um Verzeihung bitten muss. In 169c enthalten. | Beirut 2000                                     | 2 S.     |
| 194   | al-Inṣāf fī tamyīz al-auqāf                                                       | Stiftungsrecht     |                            | Fatwa zu der Frage, ob in dem Falle, dass ein Amīr einen Chanqāh mit Positionen für einen Vorsteher und Sufis sowie die zugehörigen Unterhaltsmitteln gestiftet hat und die gestifteten Mittel für den Unterhalt der Anstalt nicht ausreichen, der Vorsteher bevorzugt behandelt wird oder die Mittel zwischen ihnen zu gleichen Teilen aufgeteilt werden müssen, sowie zu der Frage, ob die Inhaber der einzelnen Ämter sich vertreten lassen dürfen. As-Suyūtī unterscheidet in seiner Antwort zwischen Stiftungen, deren Vermögen ursprünglich auf die Staatskasse (bait al-māl) zurückgeht, und solchen, bei denen dies nicht der Fall ist. Bei ihnen sollen jeweils unterschiedliche Regeln gelten. In 169c enthalten. | Beirut 2000                                     | 2 S.     |
| 195   | Ǧazīl al-mawāhib fī iḫtilāf al-maḏāhib                                            | Usūl al-fiqh       |                            | Abhandlung zur Frage, ob der Dissens der verschiedenen Lehrrichtungen sein Gutes hat. | Kairo 1989                                      | 62 S.    |
| 197   | Tanzīh al-anbiyāʾ ʿan tasfīh al-aġbiyāʾ                                           | Prophetologie      |                            | Abhandlung zum Nachweis, dass die Propheten zu hoch stehen, als dass sie zum Vergleich in menschlichen Dingen herangezogen werden dürfen. Anlass war ein Streit zwischen zwei Männern, in dem einer den anderen als Ziegenhirten beschimpfte und, als der Beschimpfte dies übelnahm, der Vater des ersten die Aussage seines Sohnes damit verteidigte, dass schließlich alle Propheten Ziegenhirten gewesen seien. | Beirut 2000                                     | 9 S.     |
| 198   | Ḏamm al-qaḍāʾ wa-taqallud al-aḥkām                                                | Lebensunterhalt    |                            | Sammlung von Hadithen und Traditionen über die Missbilligung der Übernahme des Qādī-Amtes. | Tanta 1991                                      | 20 S.    |
| 200   | Natīǧat al-fikr fī l-iǧhār bi-ḏ-ḏikr                                              | Sufik              |                            | Abhandlung zur Frage, ob man den Dhikr laut üben darf. |                                                 |          |
| 201   | Tanwīr al-ḥalak fī imkān ruʾyat an-nabī wa-l-malak                                | Prophetologie      |                            | Abhandlung über die Frage, ob man den Propheten Mohammed oder Engel im Wachzustand sehen kann. Nach Nadschm ad-Dīn al-Ghazzī spricht as-Suyūtī darin auch über seine eigene Begegnung mit dem Propheten. | Kairo 1993                                      | 80 S.    |
| 202   | Ilqām al-ḥaǧar li-man zakkā sābb Abī Bakr wa-ʿUmar                                | Schia              |                            | Abhandlung zum Nachweis, dass die Zeugenaussage desjenigen, der die beiden ersten Kalifen schmäht, nicht akzeptiert wird. | Riad 1989                                       | 39 S.    |
| 203   | al-Ǧawāb al-ḥātim ʿan suʾāl al-ḫātim                                              | Kleidung/Schmuck   |                            | Fatwa über verschiedene Fragen zum Siegelring, ob er ein bestimmtes Gewicht an Silber nicht überschreiten darf, ob er auch aus Kupfer oder Eisen sein darf, ob Siegelringe bei Männern Gemmen haben dürfen, ob man den Siegelring rechts oder links tragen soll usw. | Beirut 2000                                     | 1 S.     |
| 204   | al-Ḥuǧaǧ al-mubīna fī t-tafḍīl baina Makka wa-l-Madīna                            | Fadā'il            |                            | Abhandlung darüber, ob Mekka oder Medina einen höheren religiösen Rang hat. | Beirut/Damaskus 1985                            | 44 S.    |
| 208   | al-Wišāḥ fī fawāʾid an-nikāḥ                                                      | Sexualethik        |                            | Sammlung von Hadithen, Traditionen, Anekdoten, Gedichten sowie lexikalischen, anatomischen und medizinischen Informationen über den ehelichen Beischlaf mit einem Abschnitt über Aphrodisiaka | Damaskus ca. 2000                               | 378 S.   |
| 213   | Bulūġ al-maʾmūl fī ḫidmat ar-Rasūl                                                | Sexualethik        |                            | Abhandlung über einen Hadith, der von ʿAbdallāh ibn ʿAbbās überliefert wird und nach dem diejenigen, die Sodomie (im Sinne von Analverkehr) begehen, getötet werden müssen, und zwar sowohl der aktive (al-fāʿil) als auch der passive Part (al-mafʿūl). As-Suyūtī versucht zu zeigen, dass dieser Hadith authentisch ist. | Beirut 2000                                     | 5 S.     |
| 216   | Itḥāf an-nubalāʾ bi-aḫbār aṯ-ṯuqalāʾ                                              | Biographie         |                            | Sammlung von Berichten und Gedichten über unsympathische Menschen | Kuwait 2009                                     | 67 S.    |
| 219   | Tašnīf as-samʿ bi-taʿtīd as-sabʿ                                                  | Zahlen             |                            | Sammlung von Aussagen aus dem Koran und der Sunna über die Zahl Sieben, ausgehend von der Frage, warum die Toten nach dem Begräbnis an sieben Tagen im Grab befragt werden (siehe Nr. 154) | Ms. al-Azhar                                    | 24 S.    |
| 221   | Iʿlām al-arīb bi-ḥudūṯ bidʿat al-maḥārīb                                          | Gebet              |                            | Abhandlung zum Nachweis, dass der Mihrāb eigentlich eine Bidʿa ist. | Ṭanṭā / Ägypten 1990                            | 5 S.     |
| 222   | Tuḥfat al-anǧāb bi-masʾalat as-sinǧāb                                             | Tiere              | 7. 1. 890                  | Fatwa zu der Frage, ob Haare von Tieren wie dem Eichhörnchen durch Gerben rituelle Tahāra Reinheit erlangen oder nicht. Entsprechend dem Wunsch der Anfrage gibt as-Suyūtī seine Antwort aufgrund von eigenem Idschtihād. | Beirut 2000                                     | 11 S.    |
| 223   | aṯ-Ṯubūt fī ḍabṭ al-qunūt                                                         | Gebet              |                            | Fatwa zu der Frage, ob in der Phrase wa-lā yaʿizzu man ʿādaita im Qunūt-Gebet das Wort yaʿizzu richtig vokalisiert ist oder es als yaʿuzzu zu lesen ist. As-Suyūtī erklärt, warum yaʿizzu die richtige Vokalisierung ist. | Beirut 2012                                     | 8 S.     |
| 228   | Ṯalǧ al-fuʾād fī aḥādīṯ libs as-sawād                                             | Kleidung/Schmuck   |                            | Sammlung von Hadithen über das Tragen schwarzer Kleidung | Beirut 2000                                     | 3 S.     |
| 230   | al-Aḫbār al-māʾṯūra fī l-iṭlāʾ bi-n-nūra                                          | Körperpflege       |                            | Fatwa zur Frage, ob die Verwendung des Enthaarungsmittels an-Nūra (ungelöschter Kalk + Arsenik) eine überlieferte Sunna ist. | Beirut 2000                                     | 4 S.     |
| 234   | as-Samāḥ fī āḫbār ar-rimāḥ                                                        | Waffen             |                            | Sammlung von Nachrichten über Speere. | Tanta/Ägypten 1990                              | 15 S.    |
| 236   | al-Bāḥa fī faḍl as-sibāḥa                                                         | Sport              |                            | Sammlung von Hadithen und Traditionen über den Nutzen des Schwimmens. | Tanta/Ägypten 1990                              | 6 S.     |
| 241   | al-Ǧahr bi-manʿ al-burūz ʿalā šāṭiʾ an-nahr                                       | Umweltschutz       |                            | Abhandlung über das Verbot der Bebauung von Flussufern, weil diese einen geschützten Bereich des Flusses (ḥarīm an-nahr) darstellen, ausgehend von einem aktuellen Fall, bei dem ein Mann sein Haus auf der Insel ar-Rauda immer weiter in Richtung des Flussufers ausgedehnt hatte. | Beirut 2000                                     | 10 S.    |
| 245d  | Ḥusn as-samt fī ṣ-ṣamt                                                            | Askese             |                            | Auszug aus dem „Buch des Schweigens“ von Ibn Abī d-Dunyā (gest. 894) mit eigenen Ergänzungen | Ohne Ort 1985                                   | 35 S.    |
| 245e  | al-Asʾila al-wazīrīya wa-aǧwibatu-hā                                              | Vermischt          | Nach 29. 7. 878            | Zusammenstellung von Schriften, die as-Suyūtī mit dem malikitischen Gelehrten Schams ad-Dīn Muhammad ibn Ibrāhīm al-Chatīb al-Wazīrī (gest. 1485) ausgetauscht hat. Zu diesen Schriften gehört as-Suyūtīs Fatwa Nafḥ aṭ-ṭīb min asʾilat al-Ḫaṭīb mit Antworten zu sechs Fragen al-Wazīrīs zu Wadʿ und Madschāz, al-Wazīrīs Antwort darauf und as-Suyūtīs Replik dazu mit dem Titel al-Ǧāwāb al-muṣīb ʿan asʾilat iʿtirāḍāt al-Ḫaṭīb. Im Anhang finden sich noch verschiedene Fragen und Antworten in Gedichtform. | Beirut 2000                                     | 14 S.    |
| 245f  | Bulġat al-muḥtāǧ fī manāsik al-ḥāǧǧ                                               | Manāsik            |                            | Darstellung der Haddsch-Riten | Dubai ohne Datum                                | 24 S.    |
| 246   | al-Bahǧa al-murḍīya fī šarḥ al-Alfīya                                             | Arab. Sprache      |                            | Kommentar zu Alfīya von Ibn Mālik. | Kairo 2000                                      | 520 S.   |
| 250   | Ǧamʿ al-ǧawāmiʿ                                                                   | Arab. Grammatik    | In der Nacht auf 3. 5. 871 | Abriss zu den Streitfragen der arabischen Grammatik, ausgezogen aus den beiden Werken Tashīl al-fawāʾid wa-takmīl al-maqāṣi von Ibn Mālik und Irtišāf aḍ-ḍarab min lisān al-ʿArab von Abū Haiyān al-Andalusī (gest. 1344) mit eigenen Zusätzen, gegliedert in eine Einleitung und sieben Bücher. | Kairo 2011                                      | 339 S.   |
| 251   | al-Aḫbār al-marwīya fī sabab waḍʿ al-ʿarabīya                                     | Arab. Grammatik    |                            | Sammlung von Traditionen über die Begründung der arabischen Grammatik | Dubai 2011                                      | 19 S.    |
| 252   | al-Iqtirāḥ fī uṣūl an-naḥw wa-ǧadalihī                                            | Arab. Syntax       |                            | Systematische Abhandlung, mit der as-Suyūtī die neue Wissenschaft der „Grundlagen der Syntax“ (uṣūl an-naḥw) begründen will, die sich so zur Syntax (naḥw) verhalten soll, wie Usūl al-Fiqh zu Fiqh. | Damaskus 2006                                   | 146 S.   |
| 262   | at-Tabarrī min maʿarrat al-Maʿarrī                                                | Tiere              |                            | Gedicht mit in 37 Radschaz-Versen mit über 60 Namen des Hundes, anknüpfend an einen Ausspruch Abū l-ʿAlāʾ al-Maʿarrīs, wonach derjenige, der nicht 70 Namen für den Hund kennt, selbst einer ist. | Wikisource                                      | 1 S.     |
| 263   | al-Ašbāh wa-n-naẓāʾir an-naḥwīya                                                  | Arab. Syntax       |                            | Sammelwerk zur arabischen Syntax, das folgende Einzelwerke enthält: al-Maṣāʿid al-ʿalīya fī qawaʿid an-naḥwīya (D694), aṭ-Ṭirāz fī l-alġāz (D937), Tuḥfat an-nuǧabāʾ fī qauli-him hāḏā busran aṭyabu minhu ruṭabā (D621), Kašf al-ġumma ʿan aṣ-ṣumma (D592). | Damaskus 1987                                   | 2819 S.  |
| 263c  | Alwiyat an-naṣr fī ḫiṣṣīṣā bi-l-qaṣr                                              | Arab. Grammatik    |                            | Abhandlung zum Nachweis, dass das Wort خصيصى am Schluss von al-Qādī ʿIyāds Kitāb aš-Šifāʾ fī taʿrīf ḥuqūq al-Muṣṭafā mit Alif maqsūra, also als ḫiṣṣīṣā, auszusprechen ist, gegen Schams ad-Dīn as-Sachāwī und mehrere andere Gelehrte, die die Auskunft gegeben hatten, dass es im Sinne eines Dual als ḫiṣṣīṣay zu lesen sei. | Beirut 2000                                     | 1 S.     |
| 263e  | Taʿrīf al-fiʾa bi-aǧwibat al-asʾila al-miʾa                                       | Verschiedenes      |                            | Sammlung von Antworten zu 100 Fragen, die as-Suyūtī gestellt wurden. Allerdings werden die Fragen selbst im Text nicht wiedergegeben. | Beirut 2000                                     | 26 S.    |
| 264   | Taʾyīd al-ḥaqīqa al-ʿālīya wa-tašyīd aṭ-ṭarīqa aš-Šāḏilīya                        | Sufik              |                            | Einführung in die Sufik entsprechend den Lehren des Schādhilīya-Ordens in Abgrenzung zu solchen Lehren, nach denen eine Inkarnation (ḥulūl) des Göttlichen im Menschen und eine Vereinigung (ittiḥād) Gottes mit seiner Schöpfung möglich sind. | Beirut 2006                                     | 128 S.   |
| 265   | Tašyīd al-arkān min Laisa fī l-imkān abdaʿ mimmā kān                              | Theodizee          |                            | Verteidigung von al-Ghazālīs Ausspruch „Es gibt im Bereich des Möglichen nichts Wunderbareres als das, was ist“ (laisa fī l-imkān abdaʿ mimmā kān) gegen die Anwürfe Ibrāhīm al-Biqāʿīs (gest. 1480). | Aleppo 1998                                     | 30 S.    |
| 266   | al-Ḫabar ad-dāll ʿalā wuǧūd al-quṭb wa-l-abdāl                                    | Sufik              | 19. April 1478             | Sammlung von Traditionen über den Qutb, die Abdāl und andere Heiligenränge | Kairo 2006                                      | 28 S.    |
| 267   | al-Maʿānī ad-daqīqa fī idrāk al-ḥaqīqa                                            | Sufik              | 9. 9. 888                  | Sammlung von Traditionen über Verkörperungen von frommen Handlungen am Jüngsten Tag | Dubai 2011                                      | 87 S.    |
| 268/1 | an-Nuqāya                                                                         | Wissenschaft       |                            | Enzyklopädie, die 14 unterschiedliche Wissenschaften behandelt | Beirut 1985                                     | 29 S.    |
| 268/2 | Itmām ad-dirāya li-qurrāʾ an-Nuqāya                                               | Wissenschaft       | 3. 3. 873                  | Kommentar des Verfassers zu seinem eigenen Werk an-Nuqāya. | Beirut 1985                                     | 186 S.   |
| 273   | Qamʿ al-muʿāriḍ fī nuṣrat Ibn al-Fāriḍ                                            | Sufik              |                            | Maqāma zur Verteidigung der Lehren Ibn al-Fārids. |                                                 |          |
| 274c  | Tanbiʾat al-ġabī bi-tabriʾat Ibn ʿArabī                                           | Sufik              |                            | Abhandlung, in der Muhyī d-Dīn Ibn ʿArabī von dem Vorwurf des Unglaubens freigesprochen wird, den ʿUmar al-Biqāʿī (gest. 1480) in seiner Schrift Tanbīh al-ġabī ʿalā takfīr Ibn al-ʿArabī gegen ihn erhoben hatte. | Kairo 2011                                      | 18 S.    |
| 275   | Ṭabaqāt al-ḥuffaẓ                                                                 | Hadith             |                            | Biographiensammlung zu 1190 Hadith-Gelehrten, die in 24 ṭabaqāt („Generationen“) eingeteilt ist. Es handelt sich um einen Auszug aus dem gleichnamigen Buch adh-Dhahabīs, der um eine weitere ṭabaqa, die von adh-Dhahabī bis Ibn Hadschar al-ʿAsqalānī reicht, ergänzt wurde. | Beirut 1983                                     | 543 S.   |
| 276   | Ṭabaqāt al-mufassirīn                                                             | Koran              |                            | alphabetisch geordnete Biographiensammlung von 136 Koranexegeten. | Leiden 1839                                     |          |
| 277   | Buġyat al-wuʿāt fī ṭabaqāt al-luġawīyīn wa-n-nuḥāt                                | Arab. Sprache      | Ramadan 871                | Biographiensammlung von 2209 arabischen Grammatikern und Lexikographen. | Kairo 1964–65                                   | 1225 S.  |
| 278   | Tārīḫ al-ḫulafāʾ                                                                  | Geschichte         | 903 oder später            | Geschichte der Kalifen | Beirut 2003                                     | 408 S.   |
| 279   | Ḥusn al-muḥāḍara fī aḫbār Miṣr wa-l-Qāhira                                        | Ägypten            |                            | Geschichte Ägyptens und seiner Hauptstadt Kairo. Das Buch enthält auch Biographien von Prophetengefährten und Muslimen der zweiten Generation (tābiʿūn), die Ägypten besuchten, sowie Biographien berühmter ägyptischen Gelehrter, die sich in verschiedenen Wissenschaften hervortaten. | Kairo 1967                                      | 1280 S.  |
| 282   | Bulbul ar-rauḍa                                                                   | Ägypten            |                            | Maqāma über die Schönheit der Nilinsel ar-Rauda. | Beirut 1989                                     | 20 S.    |
| 283   | Tuḥfat al-kirām bi-aḫbār al-ahrām                                                 | Ägypten            |                            | Sammlung von Berichten über die ägyptischen Pyramiden. Das Werk wurde von Leon Nemoy ins Englische übersetzt. | Ms. al-Azhar                                    | 11 S.    |
| 285   | Ḥusn al-maqṣid fī ʿamal al-maulid                                                 | Prophetologie      |                            | Fatwa zu den Praktiken am Prophetengeburtstag. Das Werk wurde von Nico Kaptein ins Englische übersetzt. | Beirut 1985                                     | 27 S.    |
| 286   | Tabyīḍ aṣ-ṣaḥīfa fī manāqib Abī Ḥanīfa                                            | Hagiographie       |                            | Sammlung von Traditionen über die herausragenden Eigenschaften Abū Hanīfas mit Listen von Gewährsleuten, von denen er Hadithe überlieferte. | Beirut 1990                                     | 92 S.    |
| 289   | ad-Darārī fī anbāʾ as-sarārī                                                      | Sexualethik        |                            | Sammlung von Traditionen darüber, dass man seine Nachkommen mit Sklavinnen zeugen soll, mit einer Liste von Kalifen, die Söhne von Sklavinnen waren. | Bagdad 2020                                     | 7 S.     |
| 290a  | Tazyīn al-mamālik bi-manāqib al-imām Mālik                                        | Hagiographie       |                            | Sammlung von Traditionen über die herausragenden Eigenschaften des Mālik ibn Anas mit Listen von Gewährsleuten, von denen er Hadithe überlieferte. | Casablanca 2010                                 | 102 S.   |
| 290d  | Naẓm al-ʿiqyān fī aʿyān al-aʿyān                                                  | Biographie         |                            | Sammlung von Biographien bedeutender Persönlichkeiten des 15. Jahrhunderts. | New York 1927                                   | 246 S.   |
| 298   | al-Araǧ fī l-faraǧ                                                                | Ethik              |                            | Sammlung von Traditionen darüber, dass das Hoffen auf Erleichterung (faraǧ) von Gott in einer misslichen Lage Gottesdienst ist, mit Erzählungen und Gedichten, die diesen Gedanken veranschaulichen, auf Grundlage der Schrift al-Faraǧ baʿda šidda von Ibn Abī d-Dunyā (gest. 894). | Damaskus 1931/32                                | 44 S.    |
| 299   | Muštahā l-ʿuqūl fī muntaqā n-nuqūl                                                | Hadith             |                            | Sammlung von Überlieferungen über Rekorde, den größten Körper (= Gottesthron), die beste Nacht (= Lailat al-Qadr), das größte Glück (= die Gottesschau), den fruchtbarsten Autor, die größte Flut usw. Die einzelnen Punkte auf der Liste werden jeweils mit muntahā… („Das Extremste der…“) eingeleitet. | Ms. Riad                                        | 8 S.     |
| 302f  | al-Bāriq fī qaṭʿ (yamīn) as-sāriq                                                 | Geistiges Eigentum | 12. 10. 901                | Abhandlung über geistigen Diebstahl, in der nacheinander Hadith-Diebe (surrāq al-aḥādīṯ), Diebe von Werken (surrāq at-taṣānīf) und Dichtungsdiebe (surrāq aš-šiʿr) behandelt werden. Am Ende zitiert der Verfasser zwei längere Maqāmen anderer Autoren zum Thema „geistiger Diebstahl“ und berichtet über eigene Erfahrungen mit einem Mann, der Bücher von ihm und anderen zeitgenössischen Gelehrten plagiierte und als seine eigenen Werke ausgab. | Dubai 2012                                      | 68 S.    |
| 303   | al-Wasāʾil ilā maʿrifat al-awāʾil                                                 | Awā'il             |                            | Thematisch geordnete Sammlung von Berichten über Menschen, die bestimmte Dinge zum ersten Mal taten und somit als ihre Erfinder gelten, auf der Grundlage von Abū Hilāl al-ʿAskarīs Kitāb al-awāʾil | Bagdad 1950                                     | 155 S.   |
| 304   | aš-Šamārīḫ fī ʿīlm at-taʾrīḫ                                                      | Geschichte         | 10. 11. 872                | Abhandlung über die Wissenschaft der Chronologie. | Leiden 1894                                     | 32 S.    |
| 306   | al-Munā fī-l-kunā                                                                 | Arab. Sprache      |                            | Abhandlung über Kunya-Namen | Leipzig 1895                                    |          |
| 308   | Azhār al-ʿurūš fī aḫbār al-ḥubūš                                                  | Völkerkunde        |                            | Sammlung von Berichten und Gedichten über die Abessinier, Kurzfassung der Schrift Rafʿ šaʾn al-ḥibšān | Kuweit 1995                                     | 76 S.    |
| 311   | Tuḥfat aẓ-ẓurafāʾ fī asmāʾ al-ḫulafāʾ                                             | Geschichte         |                            | Gedicht mit den Namen und teilweise den Sterbe- bzw. Herrschaftsdaten der Kalifen von Abū Bakr bis zum vorletzten abbasidischen Kalifen Yaʿqūb al-Mustamsik, der 1497 sein Amt antrat. | Alukah                                          |          |
| D2    | al-Azhār al-fāʾiḥa ʿalā al-Fātiḥa                                                 | Koran              |                            | Kommentar zur Fātiha | Dubai 2011                                      | 24 S.    |
| D34   | Šarḥ aš-Šāṭibīya                                                                  | Koran              | 21. 7. 884                 | Kommentar zum Lehrgedicht Ḥirz al-amānī von Abū l-Qāsim asch-Schātibī (gest. 1176) über die sieben Lesarten des Korans. |                                                 |          |
| D39   | al-Quḏāḏa fī taḥqīq maḥall al-istiʿāḏa                                            | Koran              |                            | Fatwa zu der Frage, ob das koranische Gebot von Sure 16:98, vor dem Vortrag die Istiʿādha-Formel zu sprechen, auch für das einfache Zitieren vor Koranversen gilt. As-Suyūtī verneint dies. | Beirut 2000                                     | 2 S.     |
| D48   | Muʿtarak al-aqrān fī iʿǧāz al-Qurʾān                                              | Koran              |                            | Abhandlung über die verschiedenen Aspekte des Iʿdschāz. As-Suyūtī zählt davon 35 auf. Die Behandlung des 35. Aspekts, der daraus besteht, dass der Koran zahlreiche Polysemien enthält, mündet in eine allgemeine Konkordanz des Korans, die zwei Drittel des Werks einnimmt. | Kairo 1969–73                                   | 2077 S.  |
| D98   | al-Ināfa fī rutbat al-ḫilāfa                                                      | Abbasiden          |                            | Sammlung von Hadithen darüber, dass das Kalifat den Quraisch vorbehalten ist und den Abbasiden versprochen wurde, gegen einen Perser, der in Frage gestellt hatte, dass das Kalifat eine Grundlage in der Scharia hat. | Tel Aviv 1978                                   | 15 S.    |
| D110  | Taḫrīǧ aḥādīṯ šarḥ al-Mawāqif                                                     | Dogmatik           |                            | Tachrīdsch zu den Hadithen, die al-Dschurdschānī in seinem Kommentar zum Kitāb al-Mawāqif von ʿAdud ad-Dīn al-Īdschī verwendet. | Kuweit 1985                                     | 35 S.    |
| D113  | Taḏkirat al-muʾtasiy bi-man ḥaddaṯa wa-nasiy                                      | Hadith             |                            | Sammlung von Berichten über Hadith-Überlieferer, die die von ihnen überlieferten Hadithe vergaßen. | Kuweit 1984                                     | 18 S.    |
| D121  | Tamhīd al-farš fī l-ḫīṣāl al-mūǧiba li-ẓill al-ʿarš                               | Eschatologie       |                            | Sammlung von Hadithen über die 70 Eigenschaften, die erforderlich sind, um am Tag der Auferstehung in den Schatten des göttlichen Throns zu gelangen. | Beirut 1990                                     | 86 S.    |
| D177  | Zahr ar-rubā ʿalā l-Muǧtabā                                                       | Hadith             |                            | Kommentar zur Hadith-Sammlung as-Sunan al-kubrā von an-Nasā'ī. | Beirut 1994 (am Rande des kommentierten Textes) |          |
| D186  | Šarḥ Alfīyat al-ʿIrāqī fī l-ḥadīṯ                                                 | Hadith             |                            | Kommentar zum Lehrgedicht Alfīya von al-Hāfiz al-ʿIrāqī (gest. 1403) | Damaskus 1998                                   | 348 S.   |
| D275  | Iršād al-muhtadīn ilā nuṣrat al-muǧtahidīn                                        | Usūl al-fiqh       |                            | Fatwa zu den drei folgenden Fragen: 1. Gibt es heute noch Idschtihād oder nicht? 2. Ist der absolute Mudschtahid (al-muǧtahid al-muṭlaq) dasselbe wie der unabhängige Mudschtahid (al-muǧtahid al-mustaqill) oder besteht zwischen ihnen ein Unterschied? 3. Darf ein Mudschtahid die Verwaltung für Schulen übernehmen, die zum Beispiel für die Schafiiten gestiftet sind oder nicht? | Dubai 2021                                      | 14 S.    |
| D280  | Isbāl al-kisāʾ ʿalā an-nisāʾ                                                      | Eschatologie       |                            | Erweiterte Version der Abhandlung Tuḥfat al-ǧulasāʾ bi-ruʾyat Allāh li-n-nisāʾ (133.) | Beirut 1985                                     | 42 S.    |
| D287  | al-Azhār al-ġaḍḍa fī ḥawāšī ar-Rauḍa                                              | Fiqh               |                            | Glosse zu dem Buch Rauḍat aṭ-ṭālibīn wa ʿumdat al-muftīn von an-Nawawī | Ms. al-Azhar                                    | 254 S.   |
| D289  | al-Badr allaḏī inǧalā fī masʾalat al-walāʾ                                        | Erbrecht           |                            | Fatwa zu der von dem bekannten Erbrechtler Badr ad-Dīn al-Mārdīnī gestellten Frage, ob in dem Fall, dass eine Frau ihren Sklaven freilässt und dann stirbt und einen Sohn hinterlässt, der wiederum stirbt, der als Alleinerbe fungierende väterliche Cousin dieses Sohns auch den freigelassenen Sklaven beerbt, wenn dieser stirbt. As-Suyūtī verneint dies und begründet dies mit dem besonderen Charakter des Walā'-Verhältnisses. | Beirut 2000                                     | 8 S.     |
| D301  | Taqrīr al-istinād fī tafsīr al-iǧtihād                                            | Usūl al-fiqh       |                            | Abhandlung über den eigenen Anspruch des Verfassers auf den Idschtihād-Rang | Alexandria 1983 Dubai 2021                      | 40 S.    |
| D319  | Ḥusn at-taṣrīf fī ʿadam at-taḥlīf                                                 | Prozessrecht       |                            | Abhandlung darüber, dass der Pächter eines Grundstücks, wenn er abstreitet, das Grundstück vor Übereignung gesehen zu haben, nachdem er es vorher bezeugt hat, nicht verlangen kann, dass der Pachtherr diesbezüglich unter Eid aussagen muss. | Beirut 2000                                     | 1 S.     |
| D424  | Tuḥfat an-nāsik bi-nukat al-manāsik                                               | Manāsik            |                            | Kommentar zu al-Īḍāḥ fī manāsik al-ḥaǧǧ wa-l-ʿumra, einem Handbuch zu den Wallfahrtsriten von an-Nawawī. | Medina 2014                                     | 582 S.   |
| D474  | al-Istinṣār bi-l-Wāḥid al-qahhār                                                  | Selbstzeugnis      |                            | Maqāma, in der as-Suyūtī davon berichtet, dass er in einer Fatwa einen Hadith, den ein Prediger (qāṣṣ) in seiner Versammlung zitiert hatte, für erlogen erklärt hatte, daraufhin von einem Mann aufgefordert wurde, die Fatwa zu widerrufen, und schließlich von einer aufgebrachten Volksmenge beschimpft und mit dem Tode bedroht wurde (siehe 169e). | Beirut 1989                                     | 8 S.     |
| D494  | Ṣaun al-manṭiq wa-l-kalām ʿan fann al-manṭiq wa-l-kalām                           | Wissenschaft       | 1483                       | Abhandlung zum Nachweis des religiösen Verbots von Logik und Kalām, die in weiten Teilen eine Zusammenfassung von ʿAbdallāh al-Ansārīs kalām-kritischer Sammlung Ḏamm al-kalām wa-ahli-hī darstellt. | Kairo 1970                                      | 233 S.   |
| D516  | at-Taʿallul wa-l-ʾiṭfāʾ li-nār lā taṭfāʾ                                          | Trauer             | 19. 2. 873                 | Sammlung von Hadithen über den Tod der Kinder ohne Nennung ihrer Isnade mit dem Ziel der Tröstung der Seele. | Zarqa 1987                                      | 73 S.    |
| D712  | al-Maqāma al-mustanṣirīya                                                         | Invektive          |                            | Maqāma, in der as-Suyūtī einen Mann beschreibt, den er als seinen Feind bezeichnet, mit dem er sich bereits 20 Jahren herumstreitet. Nach al-Chāzindār und asch-Schaibānī handelt es sich um Schams ad-Dīn as-Sachāwī, nach E. Sartain dagegen um Schams ad-Dīn Muhammad at-Tūlūnī. | Beirut 1989                                     | 25 S.    |
| D722  | Nuzhat al-ǧulasāʾ fī ašʿār an-nisāʾ                                               | Biographie         |                            | Biographiensammlung von 40 Dichterinnen. | Kairo 1986                                      | 104 S.   |
| D884  | al-Iftirāḍ fī l-iʿtirāḍ                                                           | Usūl al-fiqh       |                            | Widerlegung eines ungenannten Gelehrten, der gegen as-Suyūtīs Aussage, „durch Feder und Mund“ (qalaman wa-faman) gegenwärtig die wissendste Kreatur Gottes zu sein, den Einwand erhoben hatte, dass dem die Existenz der Engel, von Jesus und al-Chidr entgegenstehe. As-Suyūtī weist diesen Einwand mit verschiedenen Argumenten zurück. | Ms. Azhar Edition Al-Ukah                       | 5 S.     |
| D886  | Anšāb al-kuṯub fī ansāb al-kutub                                                  | Bücher             | Vor 16. 6. 890             | Auflistung der Bücher, die as-Suyūtī verwendet hat, zusammen mit den Überlieferungswegen, über die sie ihn erreicht haben. Insgesamt handelt es sich um 2814 Werke. | Ms. Kütahya                                     | 270 S.   |
| D889  | Bulūġ al-maʾārib fī aḫbār al-ʿaqārib                                              | Tiere              |                            | Sammlung von Hadithen über den Umgang mit Skorpionen | Ms. al-Azhar                                    | 6 S.     |
| D898  | at-Tanqīḥ fī masʾalat at-taṣḥīḥ                                                   | Hadith             |                            | Abhandlung zu der Frage, ob es in der Gegenwart noch möglich ist, Hadithe für „gesund“ (ṣaḥīḥ) zu erklären, wenn sie vorher noch nicht so eingestuft worden sind. Während Ibn as-Salāh (gest. 1245) dies verneint hatte, hatten andere Gelehrte wie an-Nawawī und Ibn Hadschar al-ʿAsqalānī ihm darin widersprochen. As-Suyūtī erklärt, dass beide Parteien Recht haben, weil man bei gesunden Hadithen unterscheiden müsse zwischen solchen, die aus sich selbst heraus gesund (ṣaḥīḥ li-ḏātihī) sind, und solchen, die aus einem äußeren Grund gesund (ṣaḥīḥ li-ġairihī) sind. Während für erstere das gilt, was Ibn as-Salāh gesagt hat, gilt für letztere die Aussage der anderen Partei. Als „gesund aus einem äußeren Grund“ bezeichnet as-Suyūtī solche Hadithe, die bereits als „gut“ (ḥasan) eingestuft sind, für die aber noch ein anderer guter Überlieferungsweg gefunden wurde. | Beirut 2013                                     | 13 S.    |
| D899  | Ǧarr aḏ-ḏail fī ʿilm al-ḫail                                                      | Tiere              |                            | Sammlung von Traditionen und Anekdoten über Pferde sowie Bezeichnungen für ihre Farben, Arten und Eigenarten. | Damaskus 2009                                   | 121 S.   |